# Tropidophis pardalis
Espèce
Synonymes
- Boa pardalis Gundlach, 1840
- Ungalia pardalis (Gundlach, 1840)

Statut de conservation UICN

 LC  : Préoccupation mineure
Statut CITES
Tropidophis pardalis est une espèce de serpents de la famille des Tropidophiidae.

## Répartition
Cette espèce est endémique de Cuba. Elle se rencontre aussi dans l'archipel Sabana-Camagüey et sur l'île de la Jeunesse.

## Description
C'est un serpent vivipare.

## Publication originale
- Gundlach, 1840 : Ueber zwei von mir gesammelte Boen von Cuba. Archiv für Naturgeschichte, vol. 6, n. 1, p. 359-361 (texte intégral).